# Kepler-49 e
Kepler-49 e — одна из четырёх подтверждённых экзопланет, вращающихся вокруг оранжевого карлика Kepler-49. Является самой далёкой от родительской звезды в системе. Находится на расстоянии около 1024 св. лет (314 парсек) в созвездии Лебедя. Была открыта транзитным методом в 2014 году.
Kepler-49 e вращается на расстоянии около 0,11 а.е. от своей звезды, её орбитальный период составляет 18,5 дней. Отношение радиуса планеты к радиусу Юпитера составляет 13,9 %, отношение к радиусу Земли — 156 %.

## См также
- Планеты из этой же системы: b, c, d
- Горячие юпитеры
- Рыхлая планета